# Улитка желтоватая
Улитка желтоватая, или улитка большая желтоватая, или кремовая улитка, или улитка блестящая (лат. Helix lutescens) — наземный брюхоногий моллюск семейства гелицид.
У взрослых особей высота раковины колеблется преимущественно в диапазоне от 23 до 34 мм, а её ширина (диаметр) — от 24 до 34 мм. Имеет около 4 оборотов. Раковина шаровидно-волчкообразная. Сильно отвернутый край устья полностью закрывает пупок или оставляет узкую щель. Поверхностная скульптура состоит из умеренно выраженных радиальных морщин и спиральных линий. Раковина беловатая или желтовато-белая, у устья иногда коричневатая; зачастую без тёмных спиральных полос или только с их следами. Однако в отдельных популяциях может присутствовать значительная часть моллюсков с чётко выраженными тёмными полосами на раковине.
Вид распространён в бассейнах Дуная и Днестра. Вид обитает в Восточной Европе от Кракова в Польше, восточной Словакии и восточной Венгрии на западе, на юге до севера Сербии и юга Румынии, на востоке Украины до области к востоку от Киева и на севере в Белоруссии до Бреста. На Украине встречается на Подольской возвышенности и прилегающих к ней равнинных, реже — предгорных или горных территориях. На востоке достигает Винницкой и Житомирской областей, на юге — Одесской области. Отсутствует в Закарпатской области.
Степной вид, заселяет относительно сухие и тёплые биотопы: сухие луга, кустарники, опушки и тому подобное.